# 大石政則
大石 政則（おおいし まさのり、1922年7月6日 - 1945年4月28日）は、佐賀県三養基郡基山村（現基山町）出身の大日本帝国海軍特別攻撃隊八幡神忠隊隊員、海軍大尉。永遠の0の宮部久蔵のモデルとなった人物。

## 来歴
小学校から高校まで首席、生徒会長。富山高等学校文科甲種を経て、1942年東京帝国大学法学部に首席、現役合格。翌年、徴兵猶予が解除され、召集令状を受ける。1943年10月21日、明治神宮外苑での学徒出陣壮行会に参加。同年12月、佐世保海兵団に入団。第14期飛行専修予備学生試験に首席で合格。
1945年4月12日、九七式艦上攻撃機に搭乗して串良基地を出撃するが、エンジン不調のために帰投。搭乗していた一号艦攻には整備員にも原因が掴めない欠陥があった。4月27日、翌日の出撃を前にして部下である船川睦夫二等飛行兵曹に彼の三号艦攻との交換を懇願し、船川二飛曹は渋々承諾した。そして、翌28日に鹿児島県串良基地より一番機として再出撃し沖縄沖の連合軍艦艇に突入、戦死。享年22。『画文集　雲の墓標』の別冊『刻』(アート・プロデュース株式会社、昭和59年4月刊［限定500部］)に、遺書の翻刻がある。

出撃に際する同機搭乗員は次の通りである：
- 操縦：少尉 大石政則(佐賀・予学14期・東大)
- 偵察：少尉 清水吉一(東京・予学13期・立大)
- 電信：二飛曹  犬童  憲太郎(鹿児島・甲飛12期)

## 学友
東京帝国大学法学部から特攻戦死した学友に、堀之内久俊、松吉正資、安達卓也、工藤紀正、井上静夫、山鹿悦三、中尾武徳、林元一、吉田信、小森寿一、伊瀬輝男、杉村裕、萩本勇、藤村東郎、沢田泰男、川橋圭裕、山岡元春、西沢成裕、秀島政雄、田中敬治、和田稔、宇都宮秀一、亥角泰彦、三根耕造等がいる。